# Австрийский вариант немецкого языка

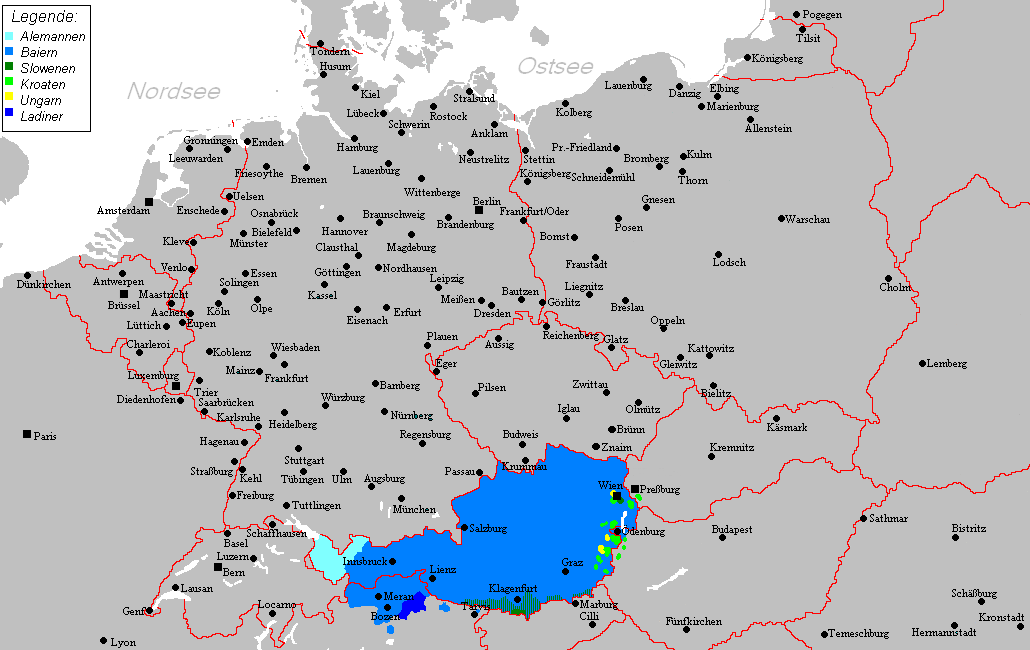
Область распространения баварских (и частично алеманнских) диалектов в Австрии / языковая граница Австрии

Австри́йский вариа́нт неме́цкого языка́ (нем. Österreichisches Deutsch) — национальный вариант немецкого языка в Австрии, отражающий языковые особенности речи австрийцев. Нормирован Австрийским словарём, изданным в 1951 году по инициативе Министерства образования, искусства и культуры. Австрийский вариант отличают австрицизмы, которые сформировались под влиянием литературного немецкого языка и баварского языка. Однако не следует путать и смешивать австрийский национальный вариант с австро-баварскими диалектами. Роль последних велика только в разговорной речи.

## История

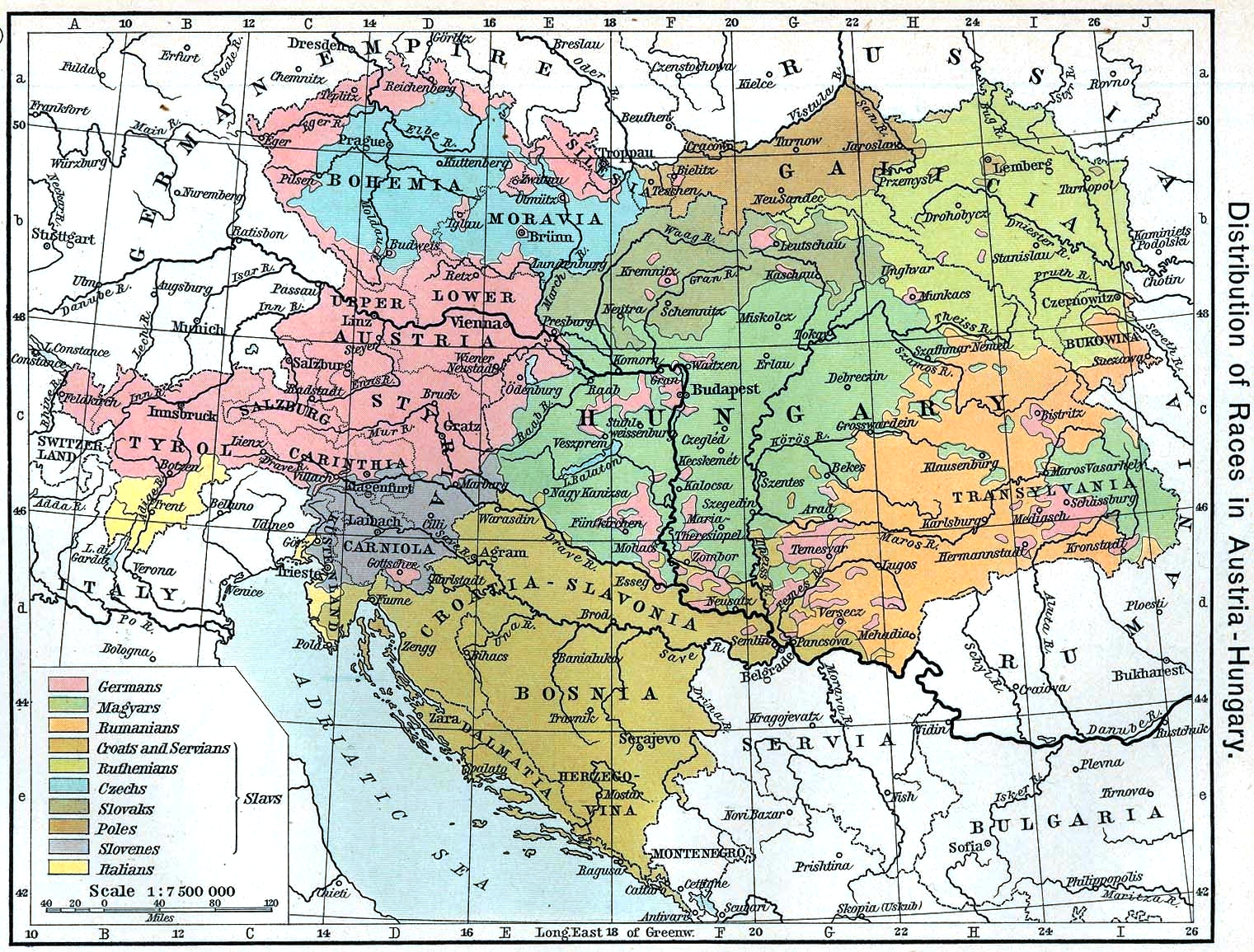
Народы и языки Австро-Венгрии (1910)

Первые исследования различий между языками большинства немецких земель и Австрии принадлежат Иоганну Зигмунду Поповичу, лингвисту словенского происхождения. Ещё в XVIII веке он обнаружил различия письменного и устного языка современной Австрии. После его смерти в 1774 году его работы перешли в архивы, которыми пользовались при составлении Австрийского словаря.
Считается, что некоторый вклад в развитие языка внёс юрист Йозеф Зонненфельс, который использовал австрицизмы в своих трудах, тем самым позволив ему укрепиться в сфере государственного управления и права. Слова и многочисленные особенности в произношении имеют причиной влияние местных диалектов, на которых основывается вариант, а также языка, распространённого при Габсбургах (множество юридических и административных понятий восходят к государственному языку империи Габсбургов).
Развитие языка продолжалось и после 1804 года, когда была создана Австрийская империя, и после 1867 года с установлением двуединой монархии Австро-Венгрии. Начиная с этой даты в австрийский вариант проникают многочисленные заимствования из соседних языков: итальянского, хорватского, чешского, сербского, словенского, венгерского и других. Попытки нормирования правописания на основе верхненемецкого языка, предпринятые во время первой (1876) и второй (1901) орфографических конференций потерпели неудачу. Вместо этого в 1879 году привычные в Австрии письменные и устные обороты кодифицируются в единый список.
В 1920 году с принятием Конституции Австрии немецкий язык стал официальным государственным языком наряду с языками меньшинств, однако в Конституции не указывается, что немецкий язык Австрии представлен самостоятельным вариантом:

Artikel 8 B-VG
(1) Die deutsche Sprache ist, unbeschadet der den sprachlichen Minderheiten bundesgesetzlich eingeräumten Rechte, die Staatssprache der Republik.

(2) Die Republik (Bund, Länder und Gemeinden) bekennt sich zu ihrer gewachsenen sprachlichen und kulturellen Vielfalt, die in den autochthonen Volksgruppen zum Ausdruck kommt. Sprache und Kultur, Bestand und Erhaltung dieser Volksgruppen sind zu achten, zu sichern und zu fördern.

## Статус
Статус австрийского национального варианта немецкого языка часто оспаривается германистами, однако по большей части австрийские учёные настаивают на признании австрийского варианта наддиалектной языковой формой. Сегодня понятие Österreichisches Deutsch считается привычным и в большей мере признанным. Немецкий языковед Ян-Хендрик Леркамп уже в 2003 году писал, что «сомнений в признании варианта нет, как нет сомнений и в его существовании».

## Структурные особенности варианта
Австрийский немецкий язык отличает отчасти лексика, грамматические особенности, стиль, а также произношение. В отличие от немецкого языка Германии, австрийский вариант не был нормирован правилами Дудена. Интересно, что Австрия также участвовала в реформировании правописания в 1996 году, а нововведения были учтены в 41-м издании Австрийского словаря.

### Лексико-семантические особенности
Примечательным является то, что в Австрии совсем иначе, нежели в Германии, строятся формы приветствия. Если в Германии часто обращение упускается, что делает речь формализованной, то в Австрии легко используют обращения, воспринимаемые как обычные и не являющиеся оскорбительными или нелепыми. Например: в Австрии можно услышать «Guten Morgen, gnädige Frau», «Guten Abend, Herr Ingenieur», «Grüß Gott, Herr Doktor», в Германии же приветствие ограничивается собственно приветствием и кратким обращением с упоминанием фамилии — «Guten Morgen», «Guten Abend, Herr Müller».
Как было сказано выше, многие слова австрийского варианта (австрицизмы) восходят к канцелярскому языку Габсбургской монархии, что определило сферы, в которых отличия особенно сильны. Так в сфере управления, политики и права в Австрии используют множество собственных слов. Например, вместо понятия Bundestag австрийцы используют понятие Nationalrat, вместо Bundesverwaltungsgericht — Verwaltungsgerichtshof, вместо Schmerzensgeld — чаще Schadensersatz. Характерной особенностью юридических понятий в австрийском варианте является то, что они по большей части происходят из латинского: в Германии терминология римского права заменялась собственными эквивалентами, в Австрии же этого не происходило. Отсюда такие понятия как Legat (Vermächtnis), Servitut (Dienstbarkeit), Causa (Fall, Rechtsgrund). Подобные различия часто встречаются также в технических, педагогических или военных терминах.
Среди прочих особенностей лексического строя австрийского варианта использование собственных названий месяцев: Jänner используется повсеместно вместо Januar (от латинского iēnuārius), Feber частично вместо Februar (februārius) или Hornung. Также в австрийском варианте много собственных кулинарных названий: Kochsalat (Römersalat), Paradeiser (Tomate; в Австрии в ходу оба понятия), Semmel (Brötchen), Erdapfel (Kartoffel), Obers (Sahne) и так далее.

### Грамматические особенности
Среди особенностей в словосложении в австрийском варианте можно выделить появление промежуточной s (которую ошибочно принимают за флексию генетива) на стыке слов в тех местах, где этого нет в немецком языке Германии. Например: Zugsverspätung и Schweinsbraten вместо Zugverspätung и Schweinebraten. И наоборот, в случаях, когда в Германии s появляется на стыке слов, в австрийском варианте её может и не быть: Adventkalender, Schmerzengeld вместо Adventskalender и Schmerzensgeld. Также существуют и другие случаи появления промежуточного звука: например, e в слове Halteverbot, которое в верном правописании имеет вид Haltverbot.
Интересная особенность наблюдается в австрийском варианте при спряжении глагола по лицам и числам в презенсе и перфекте. Принимая форму второго лица множественного числа, глагол перенимает окончание -ts вместо литературного -t: Habts (ihr) das gemacht?. Это позволяет легко отличить глагол от формы третьего лица единственного числа, когда нет личного местоимения, которое бы указывало на лицо и число в каждом конкретном случае. Однако появление такого личного окончания имеет гораздо более древнюю природу и не связано с удобством: на самом деле это рудимент личного местоимения és, которое слилось с окончанием (в баварских диалектах ещё имеет хождение в качестве самостоятельного слова).
Особенности образования временны́х форм раскрываются через отношение основного глагола и его связки. Следуя грамматике, существуют глаголы, которые образуют перфект при помощи вспомогательного глагола haben или sein. Последние употребляются в зависимости от характеристик глагола: переходности, «активности» и т. д. В австрийском варианте наблюдается своего рода пренебрежение этими правилами в зависимости от смысла слова. Например: sitzen — bin gesessen, но einsitzen (im Gefängnis) — habe gesessen, stehen — bin gestanden, но gestehen — habe gestanden). Особенность претерита австрийского варианта в том, что его практически не используют. В устной речи претерит заменяется перфектом, хотя иногда имеет место на письме. Причины отмирания претерита, по одной из версий, в том, что он либо слился с презенсом в ранненововерхненемецком периоде, либо стал сродни конъюнктиву. Сам же конъюнктив в варианте стал передавать значение некоторого недоверия.
Часто среди важных особенностей австрийского варианта выделяют несовпадение грамматического рода существительных: die Ausschank — der Ausschank, das Brösel — der Brösel, das Cola — die Cola, das E-Mail — die E-Mail, der Spray — das Spray, der Butter — die Butter, der Zwiebel — die Zwiebel, das Teller — der Teller, der Radio — das Radio.

### Идиоматика
| Österreich | Deutschland |
| --- | --- |
| etwas um 5 Euro kaufen | etwas für 5 Euro kaufen |
| «am» как сокращение для auf dem; am Berg, am Opernball, am Tisch (например, в выражении «das Essen steht am Tisch») (разг.); | auf dem (auf’m) Berg, auf dem Tisch                                                                                               |
| auf Urlaub fahren | in den Urlaub fahren |
| in die Schule gehen | zur Schule gehen |
| «sich ausgehen» (например, diese Sache geht sich nicht aus)                                                                  | etwas schaffen, etwas gerade noch erreichen, gehen/passen (например, diese Sache geht/passt schon), aufgehen (das geht nicht auf) |
| zu Weihnachten/Ostern | an (на юге) / zu (на севере) Weihnachten, Ostern                                                                                  |
| hinauf/rauf gehen | hoch gehen |

### Фонетика и фонология
Фонетика и фонология немецкого языка в Австрии имеет множество национальных особенностей. Основное отличие в произношении — это различие произнесения смычных согласных p-, t-, k-. Они практически неотличимы от парных b-, d-, g-. Окончание -ig в словах, например, König, fertig читается не как /-ɪç/ в немецком языке, а скорее как /-ɪk/.